# Bell Challenge 2007
Il Bell Challenge 2007 è stato un torneo di tennis giocato sul cemento indoor. È stata la 15ª edizione del Bell Challenge, che fa parte della categoria Tier III nell'ambito del WTA Tour 2007. Si è giocato al PEPS sport complex di Québec in Canada, dal 29 ottobre al 4 novembre 2007.

## Campionesse

### Singolare
Lindsay Davenport ha battuto in finale  Julia Vakulenko con il punteggio di 6–4, 6–1

### Doppio
Christina Fusano /  Raquel Kops-Jones hanno battuto in finale  Stéphanie Dubois /  Renata Voráčová con il punteggio di 6–3, 7–6(6)